# Japanse bezetting van Brits Borneo
Vóór het uitbreken van Tweede Wereldoorlog in de Stille Oceaan was het eiland Borneo verdeeld in vijf gebieden. Vier van de gebieden lagen in het noorden en stonden onder Britse controle: Sarawak, Brunei, Labuan, een eiland, en Brits Noord-Borneo; terwijl de rest en het grootste deel van het eiland onder de jurisdictie van Nederlands-Indië viel.
Op 16 december 1941 landden Japanse troepen in Miri, Sarawak was vertrokken vanuit Cam Ranh Bay in Frans Indochina. Op 1 januari 1942 landde de Japanse marine zonder tegenstand in Labuan. De volgende dag, 2 januari 1942, landden de Japanners in Mempakul op Noord-Borneo grondgebied. Na onderhandelingen over de overgave van Jesselton met de bevelvoerende officieren van Jesselton en wachtend op troepenversterkingen, werd Jesselton op 8 januari bezet door de Japanners. Het kostte de Japanners echter tot het einde van de maand om het hele grondgebied van Brits Borneo te veroveren. De Japanners hernoemden vervolgens het noordelijke deel tot Noord-Borneo (北ボルネオ, Kita Boruneo), Labuan tot Maida Island (前田島, Maeda-shima) en de aangrenzende Nederlandse gebieden tot Zuid-Borneo (南ボルネオ, Minami Boruneo). Voor de eerste keer in de moderne geschiedenis stond heel Borneo onder één enkele heerschappij.